# Aleksandar Radenković
Aleksandar Radenković (* 17. Dezember 1979 in Novi Sad, SFR Jugoslawien) ist ein deutscher Schauspieler serbischer Abstammung.

## Leben
Radenkovic war 2001 und 2002 am Münchner Volkstheater als Regieassistent tätig und studierte von 2002 bis 2006 Schauspiel an der Hochschule für Musik und Theater „Felix Mendelssohn Bartholdy“ Leipzig. Es folgten Festengagements am Schauspiel Leipzig, Deutsche Schauspielhaus Hamburg, Düsseldorfer Schauspielhaus und dem Berliner Maxim-Gorki-Theater.
Er spielte unter anderem in den ARD-Filmreihen Die Eifelpraxis und Der Kroatien-Krimi mit. Außerdem in den Filmen Beat Beat Heart und Rückenwind von vorn.
Von 2017 bis 2024 drehte er für die ZDF-Krimiserie Letzte Spur Berlin. Er verkörperte den Oberkommissar Alexander von Tal.
Aleksandar Radenković lebt in Berlin und ist seit Sommer 2021 Vater einer Tochter.

## Rollenauswahl Theater

### Maxim Gorki Theater
- Necati Öziri – Get Deutsch or die Trying (Bojan, Regie: Sebastian Nübeling)
- Bertolt Brecht – Im Dickicht der Städte (Wurm, Regie: Sebastian Baumgarten)
- Isaac Bashevis Singer – Feinde, die Geschichte einer Liebe (Herman Broder, Regie: Yaeli Ronen)
- Friedrich Schiller – Je suis Jeanne/Jeanne D’Arc (diverse, Regie: Mikael Serre)
- Euripides – Die Bakchen/Mania (Pentheus, Regie: Milos Lolic)
- Heiner Müller – Zement (Sergej Iwagin, Regie: Sebastian Baumgarten)
- Joe Orton – Entertaining Mr. Sloan (Ed Sloan, Regie: Nurkan Erpulat)
- Yael Ronen – Erotic Crisis (Rafael, Regie: Yael Ronen)
- Yael Ronen – Common Ground (Aleksandar, Regie: Yael Ronen)
- Falk Richter – Small Town Boy (Russel, Regie: Falk Richter)

### Düsseldorfer Schauspielhaus
- William Shakespeare – Wie es euch gefällt (Orlando, Regie: Nora Schlocker)
- William Shakespeare – Hamlet (Hamlet, Regie: Staffan Valdemar Holm)
- Falk Richter – Büchner (Tambourmajor/St.Just, Regie: Falk Richter)
- Falk Richter – Rausch (Schauspieler, Regie: Falk Richter)
- Tine Rahel Völker – Kein Science Fiction (Krieger/Mihajlo, Regie: Nora Schlocker)

### Deutsches Schauspielhaus Hamburg
- William Shakespeare – Romeo und Julia (Romeo, Regie: Klaus Schumacher)
- Friedrich Schiller – Kabale und Liebe (Ferdinand, Regie: Dušan David Pařízek)
- Georg Büchner – Dantons Tod (St. Just, Regie: Dušan David Pařízek)
- Edmond Rostand – Cyrano de Bergerac (Christian de Neuvilette, Regie: Dominique Pitoiset)
- William Shakespeare – König Lear (Herzog Cornwall, Regie: Georg Schmiedleitner)
- Johann Wolfgang von Goethe – Götz von Berlichingen (Franz, Regie: Dušan David Pařízek)
- Simon Stephens – Punkrock (Bennet, Regie: Daniel Wahl)
- Heinrich von Kleist – Das Käthchen von Heilbronn (Graf Freiburg, Regie: Roger Vontobel)
- Per Fly, Lars Kjeldgaard und Kim Leona – Vorstellungen! Eine Geschichte, fünf Wahrheiten (Jakob, Regie: Klaus Schumacher)
- Volker Lösch, Beate Seidel – Marat, was ist aus unserer Revolution geworden? (frei nach: Die Verfolgung und Ermordung Jean Paul Marats dargestellt durch die Schauspielgruppe des Hospizes zu Charenton unter Anleitung des Herrn de Sade von Peter Weiss)

### Schauspiel Leipzig
- Friedrich Schiller – Wallenstein (Max Piccolomini, Regie: Wolfgang Engel)
- Michail Bulgakow – Molière oder die Verschwörung der Heuchler (Zacharie Moyron, Regie: Wolfgang Engel)
- Christoph Hein – Horns Ende (Thomas, Regie: Armin Petras)
- Hans Magnus Enzensberger – Die Tochter der Luft (Menon, Regie: Konstanze Lauterbach)
- William Shakespeare – Kaufmann von Venedig (Salerio, Regie: Wolfgang Engel)
- Simon Stephens – Motortown (Tom, Regie: Marc Lunghuß)
- Heinrich von Kleist – Der zerbrochene Krug (Licht, Regie: Deborah Epstein)
- Wilhelmine von Hillern – Geierwally (Vinzenz, Regie: Markus Dietz)
- Fausto Paravidino – Peanuts (Buddy, Regie: Thomas Dehler)
- Ulrich Plenzdorf – Paul und Paula (Paul, Regie: Uta Koschel)
- Pierre Carlet de Chamblain – Der Streit (Mesrin, Regie: Albert Lang)

## Filmografie
- 2005: Schwarz greift ein – Durchgebrannt; Regie: Klaus Gietinger
- 2005: Die Geschichte Mitteldeutschlands – Friedrich Schiller: Dichterfürst und Frauenliebling; Regie: Dirk Otto
- 2009: Notruf Hafenkante – Die Große Versuchung; Regie: Wolfgang Dickmann
- 2010: Luises Versprechen; Regie: Berno Kürten
- 2011: Das Traumschiff – New York, Savannah und Salvador de Bahia; Regie: Hans Jürgen Tögel
- 2012: Tatort – Mein Revier; Regie: Thomas Jauch
- 2012: Engel der Gerechtigkeit – Regie: Siggi Rothemund
- 2014: Die Eisläuferin – Regie: Markus Imboden
- 2015: Inga Lindström – Elin und die Anderssons – Regie: Ulli Baumann
- 2015: Homeland – Regie: Leslie Linka Glatter
- 2015: Die Eisläuferin
- 2016: Beat Beat Heart – Regie: Luise Brinkmann
- 2017: Rückenwind von vorn – Regie: Philipp Eichholtz
- 2017–2019: Die Eifelpraxis (Fernsehserie, 6 Folgen) – Regie: Josh Broecker und Kerstin Ahlrichs
- 2017: Der Kroatien-Krimi – Regie: Michael Kreindl
- 2017: Brüder (2017) – Regie: Züli Aladag
- 2018: Tatverdacht – Team Frankfurt ermittelt (Hauptrolle als Alexander Mirkovic) (10 Folgen)
- 2018–2024: Letzte Spur Berlin (Hauptrolle als KOK Alexander von Tal)
- 2020: Lena Lorenz – Teufelskreis – Regie: Britta Keils
- 2022: In aller Freundschaft – Die jungen Ärzte – Schlaflos – Regie: Jan Bauer
- 2023: Praxis mit Meerblick – Schwindel Regie: Kerstin Ahlrichs
- 2023: SOKO Wismar – Elf Freunde – Regie: Susanne Boeing
- 2024: Praxis mit Meerblick – Die Kämpferin Regie: Jan Ruzicka
- 2024: SOKO Leipzig – Geister – Regie: Sven Fehrensen
- 2025: Praxis mit Meerblick – Volle Kraft voraus – Regie: Jan Ruzicka

## Audiografie
- Das Einzige, was jetzt noch zählt, Goya LIT
- Dschihad Online, Goya libre
- Schneetänzer, Goya libre
- Saeculum, Jumbo Verlag
- Der Sommerfänger, Jumbo Verlag
- 2011: Abe Kōbō: Die Frau in den Dünen (Ein Junger) – Bearbeitung und Regie: Kai Grehn (Hörspielbearbeitung – NDR)
- Witch & Wizard, Jumbo Verlag
- Es gibt Dinge, die kann man nicht erzählen, Jumbo Verlag
- Hier könnte das Ende der Welt sein, Jumbo Verlag